# Blues (rugby à XV, féminines)
Pour les articles homonymes, voir Blues (homonymie).
Ne doit pas être confondu avec Blues (rugby à XV).
Actualités
Les Blues sont une franchise fédérale féminine néo-zélandaise de rugby à XV basée à Auckland. Fondée en 2021, l'équipe dispute le Super Rugby Aupiki. C'est le pendant féminin de la franchise masculine des Blues ; elle représente les fédérations régionales d'Auckland, du Northland et de North Harbour.

## Histoire

### Création
L'histoire des Blues se met en route en mai 2021, lors d'un match à l'Eden Park contre les Chiefs Manawa ; c'est la première fois qu'une rencontre féminine de rugby à XV au format Super Rugby se joue en Nouvelle-Zélande. Il est organisé en lever de rideau du match Blues-Chiefs joué chez les hommes. Les visiteuses s'imposent 39 à 12.
Le 5 octobre suivant, la fédération néo-zélandaise dévoile son projet de compétition professionnelle de franchises : le Super Rugby Aupiki, qui doit démarrer en mars 2022. L'effectif est dévoilé le mois suivant : il compte douze internationales. Seules trois joueuses ne viennent pas de l'aire géographique des Blues : Melanie Puckett et Rebecca Todd (Canterbury) ainsi que Kaylin Takitimu-Cook (Bay of Plenty).

### Premières saisons
À l'initiative de la fédération néo-zélandaise qui souhaite mettre en place une compétition intermédiaire entre la Farah Palmer Cup (FPC) et le niveau international, la franchise des Blues dévoile son équipe technique en janvier 2022. Le poste d'entraineur est confié à Willie Walker (en), qui dirige déjà l'équipe d'Auckland en FPC. Il est assisté par deux homologues de FPC : Melodie Bosman (17 sélections avec les Black Ferns, deux fois championne du monde) qui entraine le Tasman Mako, et James Semple, entraineur de Waikato. Ruahei Demant est nommée capitaine.
L'équipe fait ses grands débuts en Super Rugby Aupiki (en) avec un forfait : plusieurs cas de Covid-19 touchent l'effectif et la situation étant identique chez leurs adversaires des Hurricanes Poua, le match est tout simplement annulé. Il est comptabilisé comme un match nul au classement. La situation sanitaire en Nouvelle-Zélande mène à l'annulation de la finale. Les Blues font leur baptême le 15 mars 2022, avec une victoire face à Matatū (21-10). L'équipe s'incline ensuite face aux Chiefs Manawa (0-35).
En vue de la saison 2023 (en), les Blues signent douze débutantes, dont la très attendue Katelyn Vahaakolo qui arrive du rugby à XIII auréolée d'un titre de championne du monde. Certaines recrues sont très jeunes, comme Tara Turner (18 ans) ou Sylvia Brunt (19 ans). Kiritapu Demant (en) arrive et constitue une des quatre fratries de la compétition avec sa sœur Ruahei Demant. Parmi les cinq départs, quelques pertes de renom comme Krystal Murray et Charmaine Smith. L'équipe technique s'adjoint les services de Linda Itunu (40 sélections, triple championne du monde et entraineuse du club de Ponsonby) qui est responsable des avants. L'équipe remporte une victoire en trois matchs puis est éliminée par Matatū en demi-finale.

### 2024: premiers résultats
En 2024, Aldora Itunu (26 sélections) revient après un congé maternité : elle joue sous les ordres de sa sœur Linda. Sont également recrutées deux septistes : la star et championne du monde Niall Williams-Guthrie, ainsi que Daynah Nankivell qui a joué sur le circuit professionnel japonais. Parmi les départs : Tafito Lafaele (en) (3 sélections) partie au Japon, et Shannon Leota-Ikahihifo qui a rejoint les Ealing Trailfinders dans le Championnat d'Angleterre. Pour la première fois, l'équipe obtient de très bons résultats, avec cinq victoires pour une seule défaite, et termine première du classement ce qui lui permet de jouer la finale de la compétition à domicile. Les Blues remportent le titre pour la première fois après leur succès 24 à 18 contre les Chiefs Manawa. Après la compétition, douze joueuses signent un contrat fédéral, dont Kahlia Awa et Maama Vaipulu pour qui c'est le premier.
Pour la saison 2025, la retraite de Charmaine McMenamin est compensée par l'arrivée d'Atlanta Lolohea. L'effectif est également renforcé par les internationales Portia Woodman-Wickliffe et Awhina Tangen-Wainohu. Six autres joueuses sont signées, dont Harono Te Iringa (déjà convoquée avec les Black Ferns) et cinq débutantes. Les Blues sont de nouveau sacrées championnes en venant à bout de Matatū 26 à 19 et remportent également la grande finale contre les Waratahs, championnes du Super Rugby Women's, sur le score de 36 à 5,.

## Palmarès

### Trophées
- Super Rugby Aupiki : 2024 et 2025.

### Bilan par saison
| Saison    | Classement | Pts | MJ | G | N | P | PM  | PE  | Dif. | B | Phase finale                                 |
| --------- | ---------- | --- | -- | - | - | - | --- | --- | ---- | - | -------------------------------------------- |
| 2022 (en) | 3e         | 6   | 3  | 1 | 1 | 1 | 21  | 45  | -24  | 0 | annulée                                      |
| 2023 (en) | 3e         | 5   | 3  | 1 | 0 | 2 | 95  | 105 | -10  | 1 | Demi-finale (23-26 contre Matatū)            |
| 2024      | 1er        | 23  | 6  | 5 | 0 | 1 | 194 | 111 | +83  | 3 | Championnes (24-18 contre les Chiefs Manawa) |
| 2025      | 1er        | 24  | 6  | 5 | 0 | 1 | 216 | 123 | +93  | 4 | Championnes (26-19 contre Matatū)            |